# Jamiah Darul Uloom Zahedan
 (février 2025).
Motif : Admissibilité non démontrée : mais où sont les sources secondaires indépendantes qui analysent le sujet et son intérêt encyclopédique sur la durée ?
- Archive Wikiwix
- Bing
- Cairn
- DuckDuckGo
- E. Universalis
- Gallica
- Google
- G. Books
- G. News
- G. Scholar
- Persée
- Qwant
- (zh) Baidu
- (ru) Yandex
- (wd) trouver des œuvres sur Wikidata

| 1. | Préciser le motif de la pose du bandeau. | Précisez le motif de la pose du bandeau en utilisant la syntaxe suivante : {{admissibilité à vérifier\|date=mai 2025\|motif=remplacez ce texte par le motif}}                                   |
| 2. | Informer les utilisateurs concernés.     | Pensez à avertir le créateur de l'article, par exemple, en insérant le code ci-dessous sur sa page de discussion : {{subst:avertissement admissibilité à vérifier\|Jamiah Darul Uloom Zahedan}} |

Le Jamiah Darul Uloom Zahedan (persan: دارالعلوم زاهدان) est un établissement d’enseignement islamique situé à Zahedan, dans la province du Sistan-et-Baloutchistan, en Iran. Fondé en 1971 par Abdolazeez Malazada, fils de Mojahid Sheikh Abdollah, il est considéré comme le plus grand centre d'études islamiques sunnites deobandi en Iran.

## Histoire
L’institution a ouvert ses portes en 1971 avec environ 60 à 80 étudiants et 6 enseignants, dans un bâtiment situé sur la route Khayyam. Au fil du temps, elle s’est développée pour accueillir un nombre croissant d’étudiants venus de diverses régions d'Iran et d’ailleurs. Son expansion a fait de cet établissement un centre incontournable de l’éducation islamique sunnite dans le pays

## Organisation et enseignement
Le Jamiah Darul Uloom Zahedan propose un cursus structuré en sept niveaux d’enseignement :
- Étape primaire : 2 ans
- Étape junior : 2 ans
- Étape secondaire générale : 2 ans
- Cours spéciaux : 2 ans
- Niveau supérieur (Licence) : 4 ans
- Alameya (Master) : 2 ans
- Spécialisation en Fiqh (jurisprudence islamique) : 2 ans

La durée totale des études est de 16 ans, en tenant compte de l’obligation d’obtenir un certificat primaire d’une école gouvernementale.

## Départements et divisions
Le Jamiah comprend plusieurs départements spécialisés, notamment :
- Dar-ul-Iftaa (Centre de jurisprudence islamique)
- Spécialisation en jurisprudence islamique
- Tafseer et Da'wah (Interprétation du Coran et prédication)
- Darulqadha et Tahkeem (Tribunal islamique et arbitrage)
- École pour filles
- Section Hefz-e-Quran (Mémorisation du Coran)
- Section Tajweed (Règles de récitation coranique)
- Centre de Da'wat et de guidance
- Bureau des affaires étudiantes
- Bibliothèque centrale
- Centre de traduction et de recherche
- Publication et diffusion
- Académie de Fiqh d'Ahlus-Sunnah
- Institut de langue arabe et d'études islamiques
- Union des écoles islamiques du Baloutchistan
- Site web SunniOnline
- Centre médical
- Bureau des instituts islamiques

Le Jamiah est situé à proximité de la Grande Mosquée Makki de Zahedan, la plus grande mosquée sunnite d'Iran.

## Impact et rayonnement
Le Jamiah Darul Uloom Zahedan joue un rôle central dans la formation de cadres religieux qui interviennent dans les mosquées, les centres d’études et diverses institutions islamiques. Il contribue également à la préservation du patrimoine islamique et à l’adaptation de l’enseignement religieux aux défis contemporains (Sunni Online).

## Publications et recherches
L’établissement publie régulièrement le magazine Neday Islam et produit des études approfondies sur la jurisprudence islamique, l'exégèse coranique et d'autres sujets religieux, contribuant ainsi à l’enrichissement du savoir islamique.